# Sistema Eletrônico de Informações (SEI)
O Sistema Eletrônico de Informações (SEI) é um sistema desenvolvido pelo Tribunal Regional Federal da 4ª Região (TRF4). Usada também em outras instituições públicas brasileiras, como sistema de gestão de processos e documentos eletrônicos.

## Arquitetura
O SEI é uma solução construída em Java e PHP baseada em componentes de código aberto como Apache HTTPD, Apache Tomcat, LibreOffice, memcached, Apache Solr e MySQL. Os binários e códigos fonte são oferecidos no Portal do Software Público Brasileiro mediante cessão de uso junto ao Tribunal Regional Federal da 4ª Região (TRF4).
Quando planejada a implantação na AWS, pode-se beneficiar os usuários com a adoção de serviços gerenciados que reduzem o esforço de tarefas operacionais que não adicionam valor a missão dos órgãos, e que permitem focar em melhorias dos serviços prestados para os cidadãos e servidores públicos. Dessa forma, precisa-se investir menos esforço para manter as luzes ligadas e mais em entregar novas funcionalidades, garantindo que a aplicação se comporte de acordo com a expectativa dos usuários finais.
Para sistemas de missão crítica, como o SEI, um conceito importante é uma arquitetura com Múltiplas Zonas de Disponibilidade (Multi-AZ). Uma zona de disponibilidade (AZ) corresponde a um ou mais datacenters distintos com energia, rede e conectividade redundantes em uma região da AWS.

## Histórico
A criação do Sistema se deu em 2009, objetivando maior agilidade ao trâmite de processos, prescindir do papel como suporte físico para documentos institucionais, gerar economia em termos de aquisição e guarda de papéis e documentos, serviços de postagem, e garantir maior transparência aos registros administrativos.
Hoje é o sistema que deve ser preferencialmente adotado por toda a administração pública federal brasileira, conforme a Portaria do Ministério do Planejamento, Desenvolvimento e Gestão nº 17, de 7 de fevereiro de 2018.
A adesão ao Sistema cresceu muito entre as instituições públicas do Brasil devido à necessidade de teletrabalho imposta pela Pandemia de COVID-19.